# Castillo de Tierga
El castillo de Tierga era una fortaleza situada en la localidad aragonesa de Tierga, Zaragoza, España. 

## Historia
La historia de Tierga se remonta a la época prerromana cuando era conocida como Tergacom llegando inclusa a acuñar monedas hasta el siglo I a. C.. Mantuvo cierta importancia durante la época imperial y también con la dominación musulmana como bastión defensivo en el valle del río Isuela. Tras la reconquista, la primera mención es del año 1158, en el que aparece como señorío del obispado de Zaragoza. Posteriormente, Jaime I la entrega en honor regalis a Ximeno de Urrea a cambio de Híjar y Urrea de Gaén. Con Pedro IV es tenencia de Fernán Gómez de Albornoz y durante la guerra de los Dos Pedros tuvieron que refugiarse en el castillo los vecinos de las cercanas localidades de Trasobares y Tabuenca.
El castillo fue totalmente desmantelado en el año 1706 por las tropas del archiduque Carlos de Austria durante la guerra de Sucesión, en 1706.

## Descripción
Apenas quedan restos del castillo, tan solo un paredón grueso de mampostería de unos seis metros de altura con lo que parece ser que fue el hueco de una ventana, lo que hace pensar que son los restos de una torre fortificada y un poco alejado, los restos muy rebajados de lienzo de la muralla.

## Catalogación
El Castillo de Tierga está incluido dentro de la relación de castillos considerados Bienes de Interés Cultural en virtud de lo dispuesto en la disposición adicional segunda de la Ley 3/1999, de 10 de marzo, del Patrimonio Cultural Aragonés. Este listado fue publicado en el Boletín Oficial de Aragón del 22 de mayo de 2006.